# Ioan Hoban
Ioan Hoban (n. 28 octombrie 1954, orașul Baia Mare, județul Maramureș) este un politician român, membru al Parlamentului României pe listele PNL. În cadrul activității sale parlamentare, Ioan Hoban a fost membru în grupurile parlamentare de prietenie cu Republica Coasta de Fildeș, Statul Kuwait, Irlanda, Federația Rusă și Republica Columbia. În iunie 2015, Ioan Hoban a fost condamnat definitv de Curtea de Apel Cluj la 4 ani de închisoare cu suspendare pentru luare de mită.